# GI-Turf TV
GI-Turf TV（ジーワンターフティービー）は2010年に稼働したコナミデジタルエンタテインメントの競馬メダルゲームである。
継続的なプレイのために、e-AMUSEMENT PASS（2代目まで）を利用している。

## 概要
2009年のJRAレーシングプログラムに基づき、実在のレースを循環させてゲームを進めている（ただし全ての重賞競走を網羅していない）。馬・騎手は全て実名で登場している。最大12頭立てである。また、MILLIONET・ミリオンキーパー対応機種である。2016年4月発売の3代目e-AMUSEMENT PASSは使用できない。

## ゲーム内容
競馬メダルゲームでは初となる、全てのレースがオンラインで全国の店舗で同じレースが実施される。すべてのレースにおいてランダムに選ばれた3つの店舗が同じレースを実施。プレイヤー馬や順位も各店舗同一である。
自分の馬が出走している時・同店舗の他ユーザーが出走しているとき・フレンド登録したユーザーが出走しているときは、手元についているアクションボタンを押すと、指定したメッセージがセンターディスプレイに文字が流れる。その際、メッセージを送り応援する馬は、自分の馬が出走している際は自分のみ、それ以外の場合で複数出走している場合は、応援する馬を選択できる。

### 馬券ゲーム
- 単勝、複勝、ワイド、連勝複式、連勝単式の5タイプの馬券からなっている。
- その他の機能としては、軸となる馬を決めて、他の馬との組み合わせでかける「流し馬券」や、選んだ馬の組合わせをすべてかける「ボックス」・前レースで獲得したメダル（すべて/半分）を次のレースで一点がけする「転がし馬券」などがある。

転がし馬券については、前レースで50WIN以上(ハーフベットをする場合には100WIN以上)獲得しなければ、参加することができない。

### 馬主ゲーム
- e-AMUSEMENT PASSがないと継続的なプレイ不可。最初にオーナー登録を行う。ない場合でも「お試し馬主ゲーム」で一時的に馬を持てるような機能がある。
- まず、馬を生産する必要がある。
- 調教はスピード重視（芝・ウッドチップ・坂路）・スタミナ重視（ダート・ウッドチップ・坂路）・コンディション重視（飼葉・ブラッシング・森林浴・りんご・水浴び）があり、スピード重視・コンディション重視は一回の調教で一回のみ調教でき、他の項目は次レースまで調教できない。また、それぞれの調教で（コンディション重視は除く）でアクションボタンを押すことで調教の度合いが調整できるが、一回押すごとに1クレジット消費される。

レースの登録料はレースにより異なる。8人の騎手が選択でき、どれか1人選択し、作戦を指示する。2着以内に入賞すれば賞金が貰える。その際、騎手を選んだ時に表示されていた割合の分騎手の取り分として減額される。着外の場合でも馬の所有権を失うことはない。

### アバター制度
e-AMUSEMENT PASSにて、プレイヤー登録することによって、プレイヤーの分身であるアバターが作成される。
ベッドなどで獲得できる通貨「TV」を用いて、アイテムやコメント等を取得できる。

## 関連記事
- GI TURFWILD
- GI-HORSEPARK
- MILLIONET（ミリオンジャックポット・ミリオンランカー）